# Introdução (música)
Na música, introdução (ou intro) é uma pequena passagem ou seção que abre um movimento ou uma composição musical separada. A introdução estabelece o material melódico, harmônico e/ou rítmico relacionado com o corpo principal de um movimento.

## Nota
- Este artigo foi inicialmente traduzido, total ou parcialmente, do artigo da Wikipédia em inglês cujo título é «Introduction (music)», especificamente desta versão.